# Wojciech Dworczyk

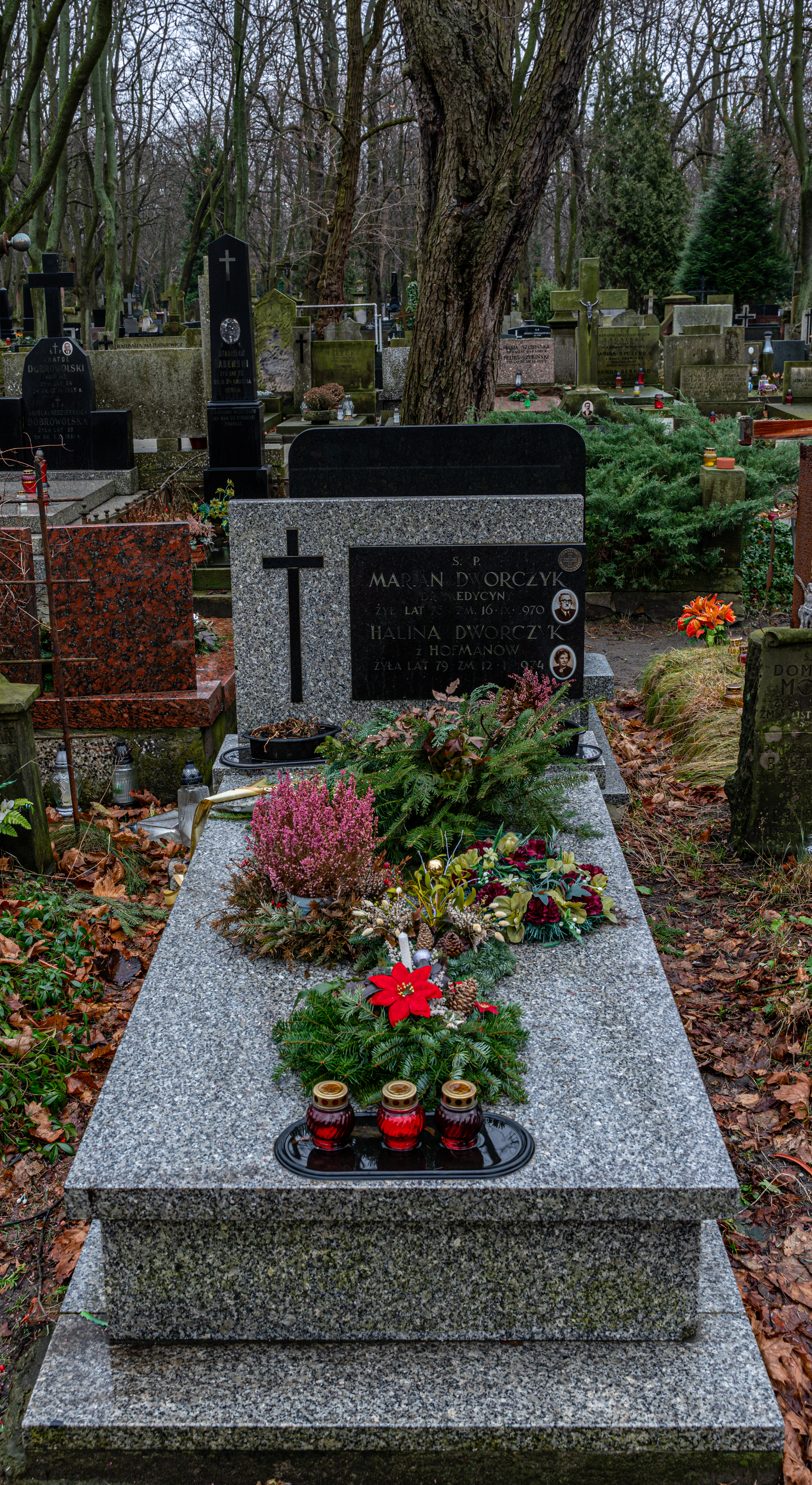
Grób Wojciecha Dworczyka na cmentarzu Powązkowskim

Wojciech Dworczyk (ur. 31 stycznia 1927 w Poznaniu, zm. 1 marca 2012 w Warszawie) – polski publicysta, podróżnik, reportażysta.

## Życiorys
Syn Mariana Dworczyka i Haliny Hofman. Przed II wojną światową mieszkał w Chorzowie. Po 1939 roku należał do Szarych Szeregów – Kręgu „Victoria” we Włochach, uczył się na tajnych kompletach w gimnazjum w Busku-Zdroju. Maturę zdał w Bytomiu w 1947 roku w II Państwowym Gimnazjum i Liceum Męskim w Bytomiu (zob. IV Liceum Ogólnokształcące im. Bolesława Chrobrego w Bytomiu), studiował następnie geografię ekonomiczną świata w Szkole Głównej Planowania i Statystyki w Warszawie (absolutorium w 1950 roku, magisterium w 1952 roku). Pracował następnie jako starszy radca w Komisji Planowania przy Urzędzie Rady Ministrów (do 1955 r.). W latach 1956–1957 w Wydziale Zagranicznym Orbisu, był przewodnikiem grup turystycznych. W tym czasie odbył wiele podróży po Europie, ZSRR i Skandynawii. Z wyprawy z geografem Lechem Dulembą do Egiptu, Jordanii, Syrii, Libanu i Indii powstała książka pt. Podróż za trzy grosze, która stała się jego debiutem (wyd. Iskry 1959, seria Naokoło świata). W latach następnych podróżował wielokrotnie po krajach Azji, Afryki i Australii. Jego podróże objęły m.in. Kordyliery, Himalaje, wyspy Atlantyku i Oceanu Spokojnego, dłuższe podróże po Australii, Stanach Zjednoczonych i Indiach. W ciągu kilkudziesięciu lat odwiedził blisko 80 krajów na pięciu kontynentach, przemierzył przeszło 320 tys. km, niejednokrotnie wędrował pieszo. Podczas podróży imał się różnych zajęć, pracował w fabryce, na plantacjach winogron, poszukiwał złota i zajmował się fotografią.
W latach 1964–1968 był starszym asystentem Katedry Geografii Ekonomicznej Świata Szkole Głównej Planowania i Statystyki. Od 1968 roku zajmował się podróżowaniem i pisarstwem. Swoje teksty publikował także w czasopismach. Pamiątki z podróży – fotografie, materiały rękodzieła ludowego, okazy przyrodnicze (zbierał muszle) itp. eksponował podczas licznych wystaw oraz prelekcji. Nakładem Krajowej Agencji Wydawniczej ukazały się serie pocztówek z wykorzystaniem jego fotografii (np. cykle: „Tahiti”, czy „Polinezja Francuska”). Jego fotografie z podróży prezentowane były przez lata na wystawach w wielu miastach Polski w cyklu „Z kamerą dookoła świata” (m.in. ”Ginący świat Oceanii” i „Klejnoty mórz i oceanów”).
Członek Stowarzyszenia Marynistów Polskich (od 1977 roku), Stowarzyszenia Autorów Polskich (od 1984 roku), Związku Literatów Polskich (od 1985 roku). 
Wojciech Dworczyk był dwa razy żonaty. Z pierwszego związku z Krystyną Grosman urodziła się córka Ewa Dworczyk. Z drugiego związku z Lidią Zalewską urodził się syn Krzysztof Dworczyk. Mieszkał w Warszawie, gdzie zmarł. Został tamże pochowany na cmentarzu Powązkowskim(kwatera 79-4-7).

## Odznaczenia
Wojciech Dworczyk otrzymał następujące odznaczenia: Zasłużony Popularyzator Wiedzy TWP (Towarzystwa Wiedzy Powszechnej, 1976), srebrną odznaką honorowa „Zasłużony Pracownik Morza” (1982), Krzyż „Za Zasługi dla ZHP” (1991).

## Twórczość
- Podróż za trzy grosze[2] (reportaże; wespół z Lechem Dulembą; Iskry 1959; seria „Naokoło świata”)
- Archipelag dymiących wulkanów[2] (reportaże; Wyd. MON 1961; seria: „Szeroki Świat”)
- Spacer wśród kwitnących wiśni[2] (reportaże; Czytelnik 1966; seria „Z żaglem”)
- Uroda Oceanii. Australijskie safari; W dżungli Nowej Gwinei; Witaj Tahiti (reportaże; Nasza Księgarnia 1975)
- My, dzicy Papuasi (reportaże; Czytelnik 1975, 1985, ISBN 83-07-01050-0; seria: „Z żaglem”)
- Pasja włóczęgi (reportaże; Krajowa Agencja Wydawnicza 1976)
- Dzień dobry Tahiti (reportaże; Czytelnik 1981, ISBN 83-07-00373-3; seria „Z żaglem”)
- Ginący świat Pacyfiku (reportaże; Krajowa Agencja Wydawnicza 1987, ISBN 83-03-01933-3; seria: „Z reporterskich wędrówek”)
- Dookoła piątego kontynentu (reportaże; Krajowa Agencja Wydawnicza RSW „Prasa-Książka-Ruch”, Poznań 1988, ISBN 83-03-02386-1)
- Ludzie australijskiego buszu (reportaże; Czytelnik 1989, ISBN 83-07-01718-1; seria: „Z żaglem”)
- W krainie kangurów i koali (reportaże; Oficyna Wydawnicza „Adam” 1995, ISBN 83-85207-88-0)
- Klejnoty morza: ciekawostki o muszlach i kolekcjonerach (wespół z Krzysztofem Dworczykiem; Oficyna Naukowa „Egros” 1996, 1997, ISBN 83-86268-49-2)
- Magiczny świat przyrody: klejnoty morza, klejnoty przestworzy, klejnoty roślin (wespół z Krzysztofem Dworczykiem; Oficyna Wydawnicza „Adam” 2000, ISBN 83-7232-098-5)
- Najpiękniejsze muszle świata (wespół z Krzysztofem Dworczykiem; fotografie: Edward Koprowski; Oficyna Wydawnicza „Adam” 2001, ISBN 83-7232-251-1)
- Magiczny świat przyrody. Vademecum (wespół z Krzysztofem Dworczykiem; Oficyna Wydawnicza „Adam” 2004, ISBN 83-7232-370-4)
- Wykaz wybranych pozycji literatury z zakresu przyrody, ekologii i ochrony środowiska (oprac.; wespół z Krzysztofem Dworczykiem; Centralna Biblioteka Rolnicza 2004)
- W krainie palm i atoli (reportaże; Oficyna Wydawnicza „Adam”, 1999. ISBN 83-7232-034-9)
- Wykaz wybranych pozycji literatury z zakresu przyrody, ekologii i ochrony środowiska (oprac; wespół z Krzysztofem Dworczykiem; Centralna Biblioteka Rolnicza 2004) Wykaz bibliografii za lata 1945–1998.
- Obieżyświat w Krainie rajskich ptaków i misjonarzy (reportaże; APOSTOLICUM Wydawnictwo Księży Pallotynów Prowincji Chrystusa Króla 2009, ISBN 978-83-7031-694-5.